# HD 222387
HD 222387，又名BD+73 1047，SAO 10817、HR 8972，是一颗恒星，视星等为5.98，位于銀經117.93，銀緯11.83，其B1900.0坐标为赤經23h 34m 59.5s，赤緯+73° 11.83′ 55″。